# Вернер ван ден Волкерт
Вернер ван ден Волкерт (нід. Werner van den Valckert бл. 1580 — після 1635) — північнонідерландський (голландський) художник і графік першої половини XVII ст.

## Маловідома біографія
Точної дати народження художника невідомо. Враховуючи, що близько 1605 року він був прийнятий у Гільдію св. Луки по досягненню 20–25 років, рік його народження розміщають у 1580 або у 1585 р.
У період 1600–1613 рр. він працював у місті Гаага. Можливо, там юнак зі здібностями опановував художнє ремесло.
Збережені твори художника свідчать як про непогану освіту, так і про не пегані здібності. Він брався за релігійний живопис, розробляв вигаданий портрет троньє, сам виробився у непоганого портретиста-реаліста, не схильного ідеалізувати чи прикрашати портретованих.
У період 1614–1627 рр. Вернер ван ден Волкерт працював у місті Амстердам. Про обдарованого майстра знали не тільки в столиці Північних провінцій, а й королі Данії. Відомо, що він декілька разів виконував завдання данського короля, а його картини прикрашали королівські палаци.
В останній період життя він працював у місті Делфт.
Точної дати смерті художника не збережено. Зазвичай позначають, що він помер після 1635 року і не пізніше 1647.
Про обдарованого художника згадував історіограф Арнольд Гаубракен.

## Художня манера і барокові впливи
Невідомо, чи був він коли-небудь у Італії. Збережені картини свідчать про його знайомство з арсеналом барокових алегорій та базовими знаннями міфології (парні картини «Амфітріта» та «Нептун», вигаданий портрет імператора Калігули.) Він міг бачити стінописи з міфологічними персонажами та орнаментами. Відомо, що він працював як художник-декоратор інтер'єрів. Але арсенал барокових образів він міг засвоїти і з гравюр або з вивчення картин барокових майстрів Фландрії та Італії. Але його барокові композиції не копіювали ні твори нідерландських маньєристів, ні твори учнів Рубенса. Він належить до першої генерації голландських майстрів, що мали впливи живопису бароко, як то було з творами Матіаса Стомера, Яна Лівенса чи молодого Рембрандта.
Якщо Матіас Стомер орієнтувався на знахідки караваджистів, а Ян Лівенс на манеру художників Венеції, то Вернер ван ден Волкерт йшов самостійним шляхом, не копіюючи караваджистів.

## Обрані твори (перелік)
- пандан («Амфітріта» та «Нептун»)
- « Харон »
- «Портрет невідомого з каблучкою », 1617
- « Римський імператор Калігула» (Вигаданий портрет троньє)
- «Чоловік розкурює люльку »
- « Приведіть до мене дітей» (композиція з Іісусом і дітьми)
- « Чотири регенти амстердамського будинку для хворих проказою », 1624
- « Чотири регентки амстердамського будинку для хворих проказою », 1624

## Обрані твори (галерея)

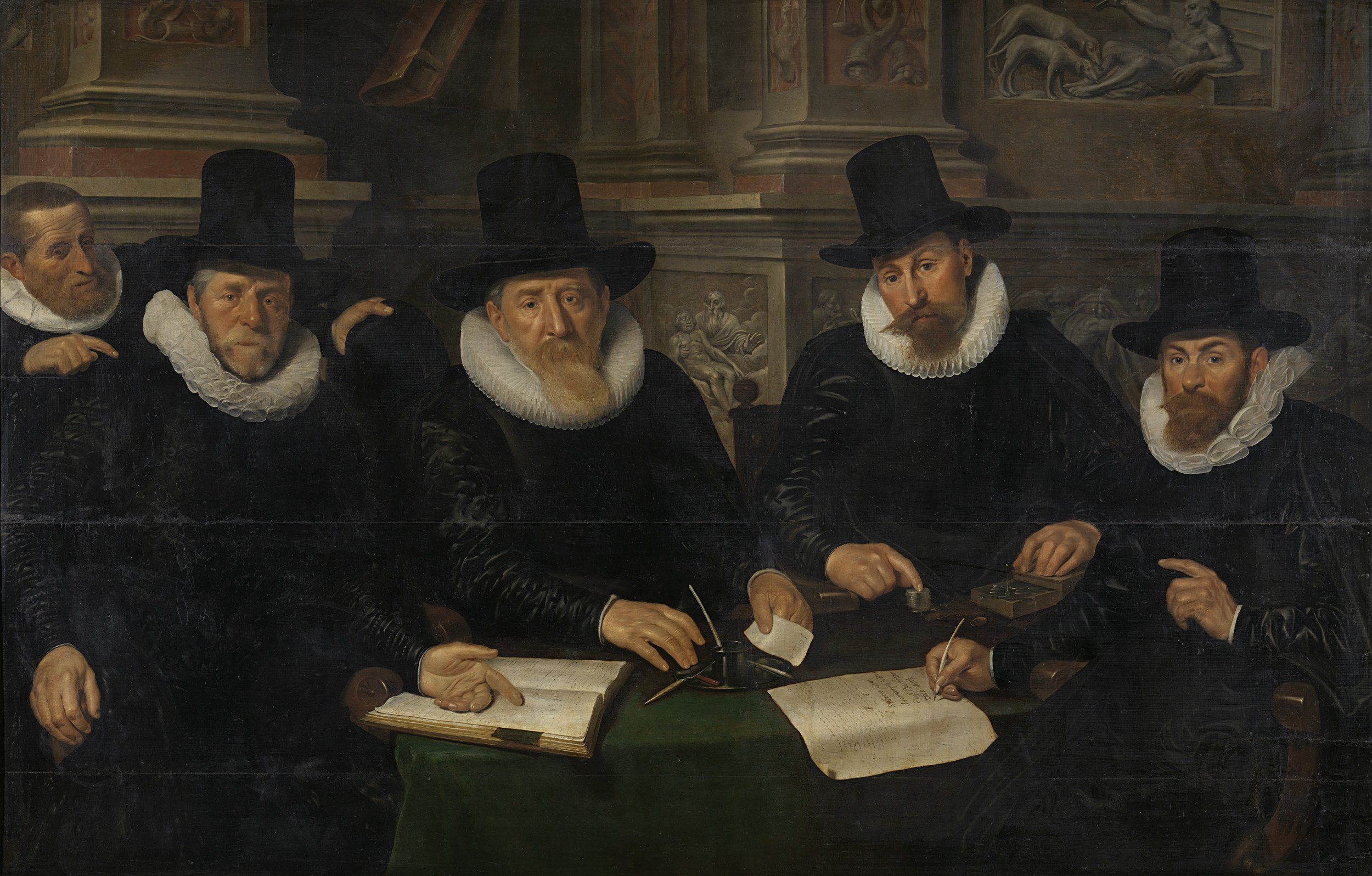
Вернер ван ден Волкерт. «Чотири регенти амстердамського будинку для хворих на проказу», 1624 р., Державний музей (Амстердам).

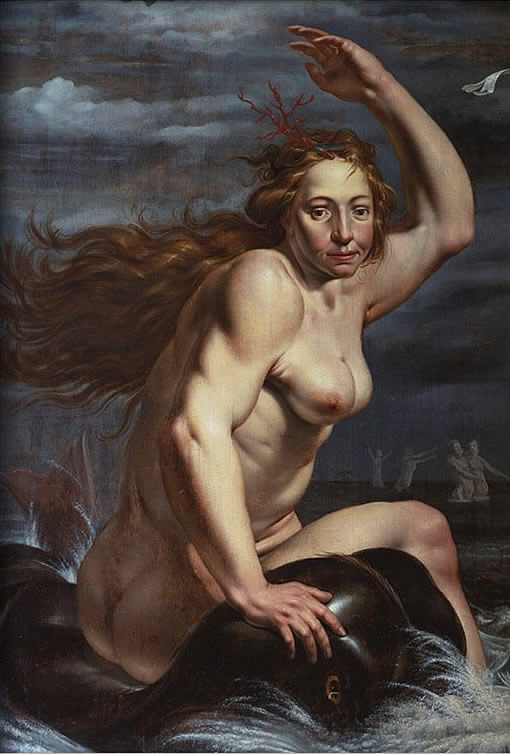
Вернер ван ден Волкерт. «Амфітріта», 1619 р.
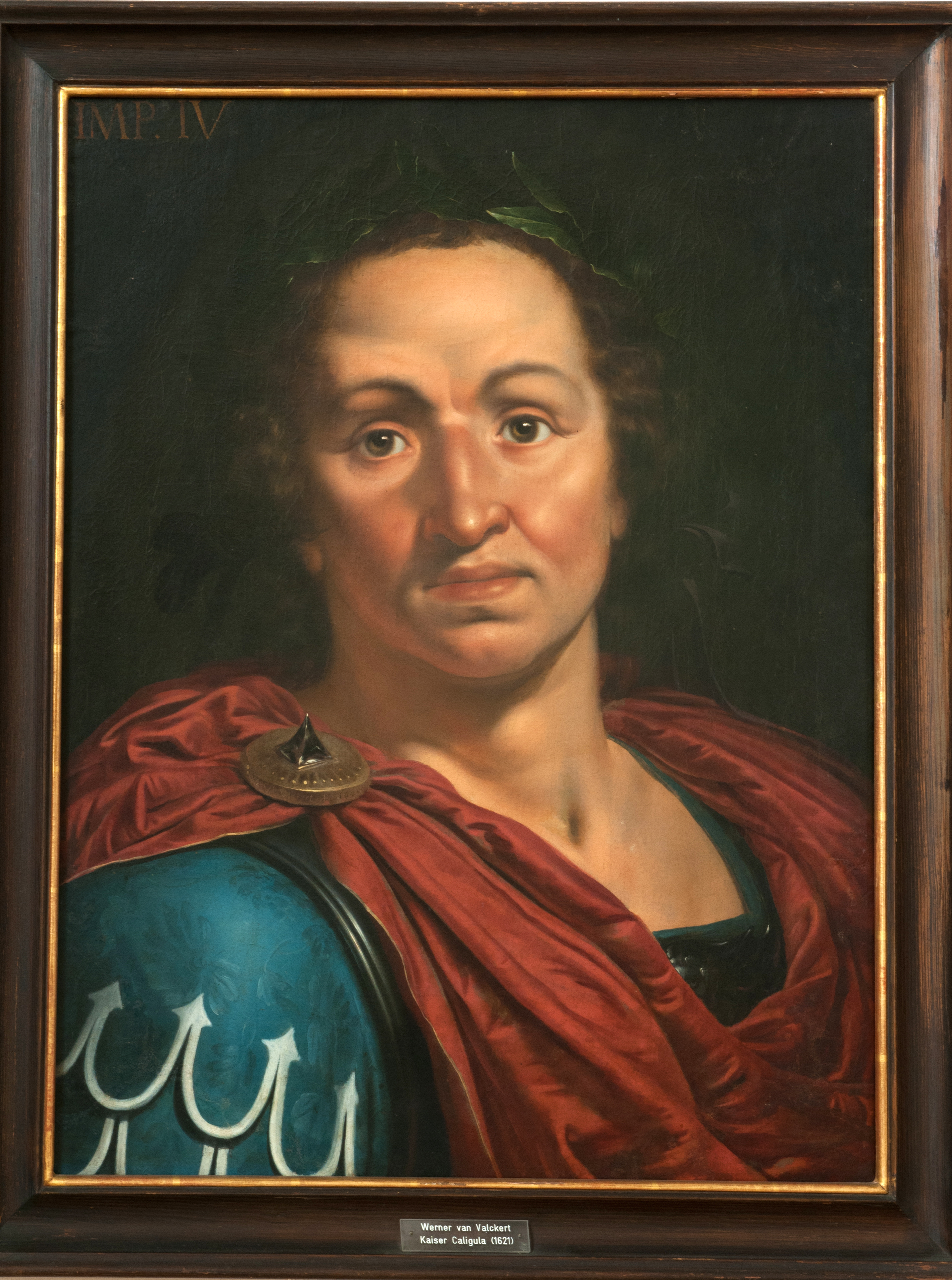
Вернер ван ден Волкерт. «Портрет імператора Калігули»
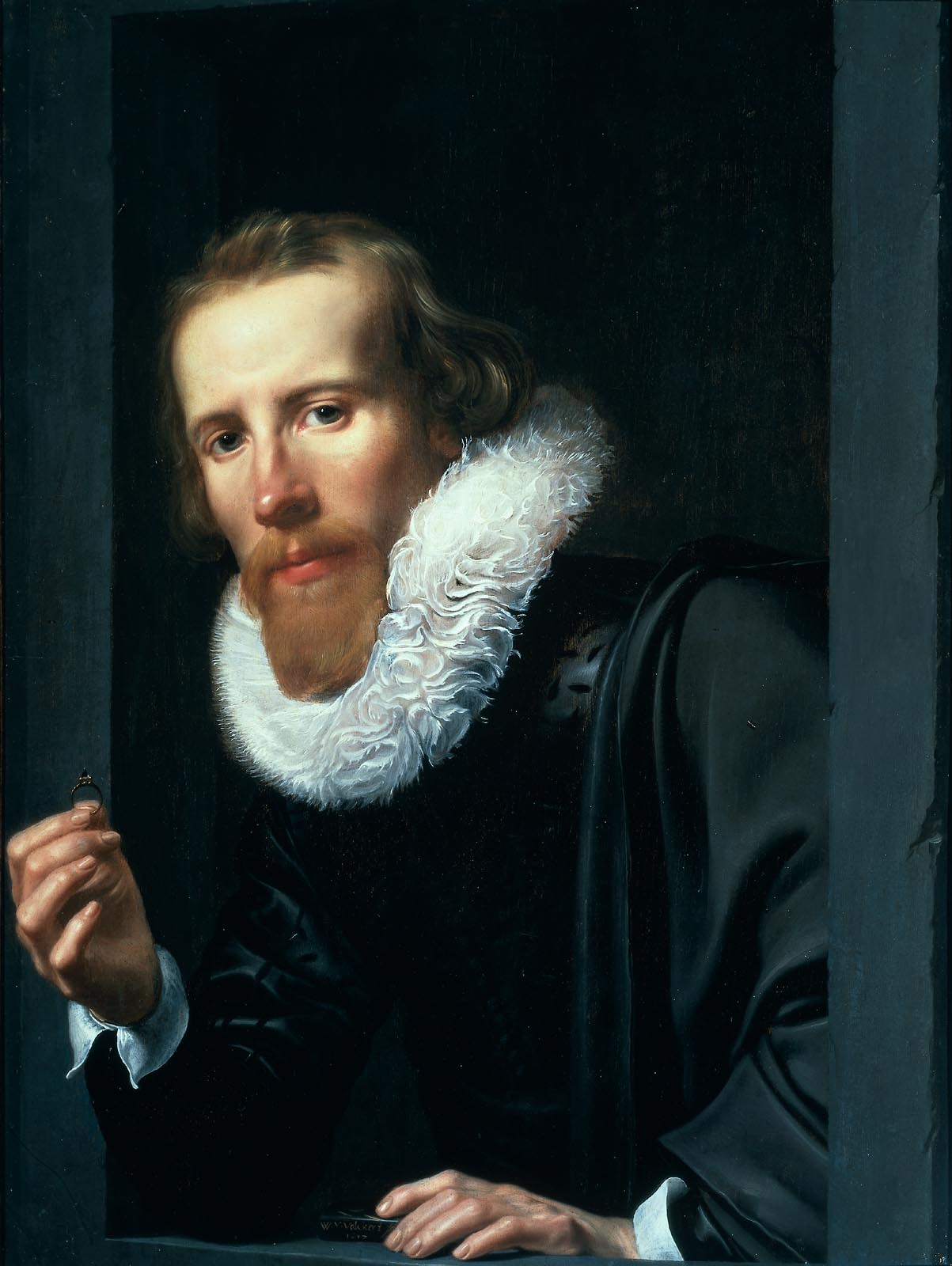
Вернер ван ден Волкерт. «Портрет невідомого з каблучкою», 1617 р., Державний музей (Амстердам).
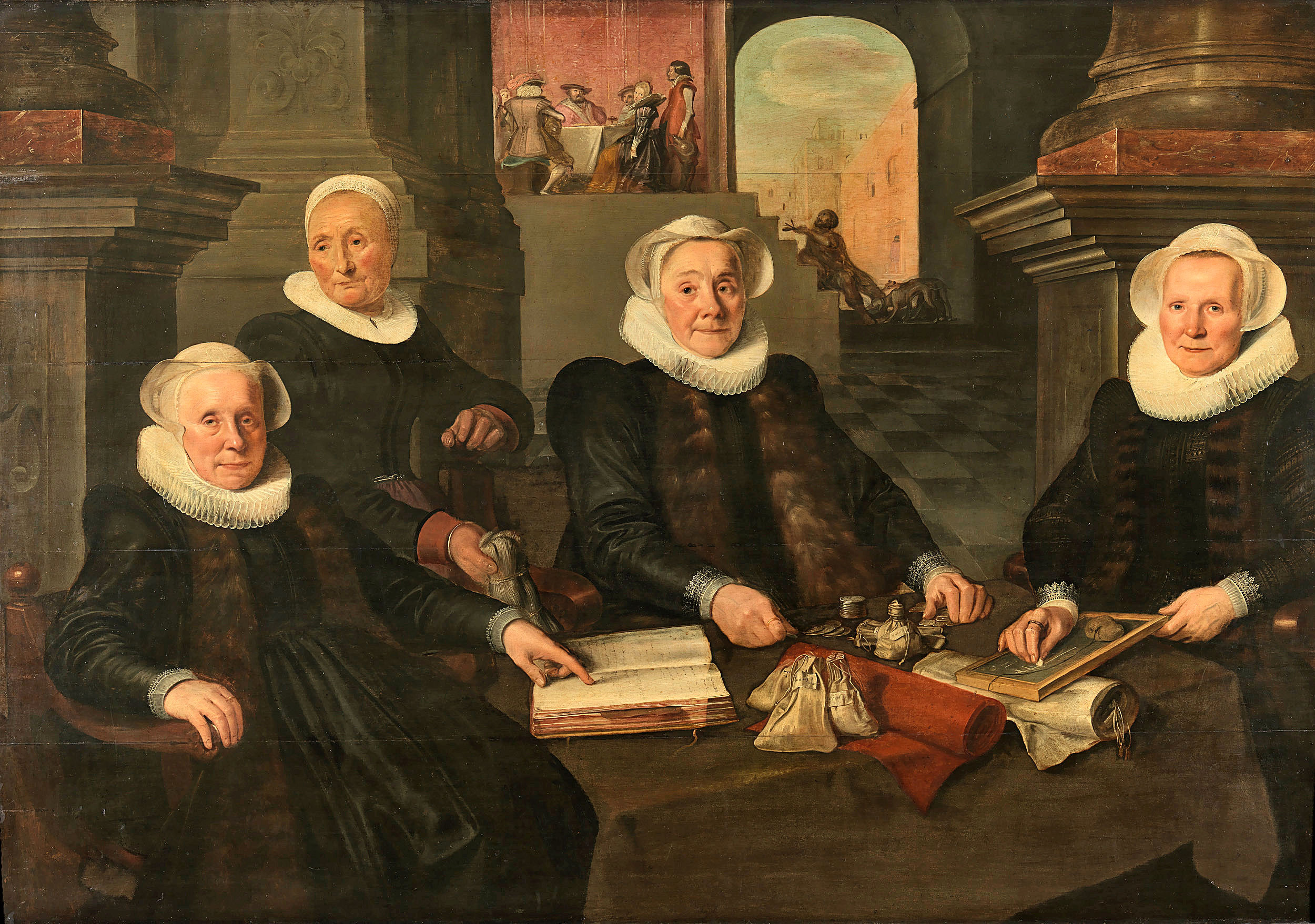
«Чотири регентки амстердамського будинку для хворих на проказу», 1624 р.,  Державний музей (Амстердам).